# Witzenhausen
Witzenhausen település Németországban, Hessen tartományban. Lakosainak száma 15 097 fő (2023. december 31.).

## Népesség
A település népességének változása:
| Lakosok száma | 14 701 | 15 092 | 15 163 | 15 167 | 14 943 | 15 005 | 15 097 |
|               | 2014   | 2016   | 2017   | 2019   | 2021   | 2022   | 2023   |